# インジナビル
インジナビル（Indinavir、IDV:1）はプロテアーゼ阻害剤で、HIV感染症や後天性免疫不全症候群（AIDS）を治療するための抗ウイルス療法（anti retroviral therapy：ART。以前は highly active anti-retroviral therapy：HAARTと呼ばれた）で使用される。商標名はクリキシバン(Crixivan)で、メルク社によって生産されている:1。

## 歴史
1996年3月13日、アメリカ食品医薬品局（Food and Drug Administration、FDA）はインジナビルを8番目の抗レトロウイルス薬として認可した:1。インジナビルはそれまでにあったどの抗HIV薬よりも強力で、二種のヌクレオシド系逆転写酵素阻害薬（NRTI）と合わせて使用することがHIV/AIDS治療の標準と定められ、これにより次世代の抗レトロウイルス薬の設計と開発の水準が引き上げられた。インジナビルのようなプロテアーゼ阻害剤により、AIDSは不治の病ではなくなり、コントロール可能な疾病へと変わった。現在では、より服用しやすく耐性ウイルスを生じさせにくいロピナビル（lopinavir, LPV）やアタザナビル（atazanavir, ATV）ダルナビル(darunavir, DRV)といった新しい薬に置き換えられている。

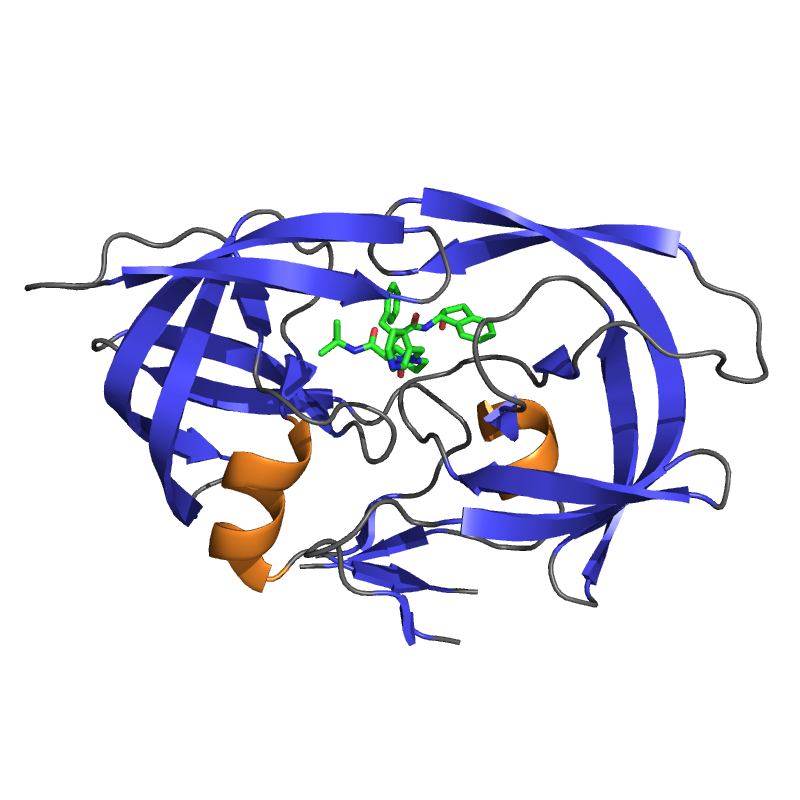
HIV-1プロテアーゼとインジナビルの複合体。PDB entry

## 投与
インジナビルは服用後急速に血中濃度が低下するため、HIVの耐性獲得を阻むためには正確に8時間ごとに服用する必要がある。また服用と同時に摂取できる食事内容には制約がある。

## 効能・効果
- 後天性免疫不全症候群 (エイズ)
- 治療前のCD4リンパ球数500／mm3以下の症候性および無症候性HIV感染症[2]

## 用法・用量
1回800mgを8時間ごと、1日3回空腹時 (食事の1時間以上前または食後2時間以降) に経口投与する。投与に際しては必ず他の抗HIV薬と併用すること。なお、患者の肝機能により減量を考慮する。 また、腎結石症の発現を防止する目的で、治療中は通常の生活で摂取する水分に加え、さらに24時間に少なくとも1.5リットルの水分を補給すること。

## 副作用
主な副作用として以下の症状が挙げられる:27-37。
- 高ビリルビン血症
- 腎結石症
- 高脂血症（コレステロールや中性脂肪の上昇）を含む代謝異常
- 嘔気
- 血尿
- 嘔吐
- 体脂肪の再分布（胸部、体幹部の脂肪増加、末梢部の脂肪減少、野牛肩）

他に重大な副作用として、
- 腎結石症(16.5%)、腎不全(0.5%)、水腎症(0.3%)、間質性腎炎(0.2%)、腎盂腎炎(0.3%)、
- 肝炎(0.2%)、肝不全（頻度不明）、貧血(3.5%)、溶血性貧血(0.1%)、出血傾向(4.1%)、白血球減少(1.2%)、
- アナフィラキシー（頻度不明）、皮膚粘膜眼症候群（スティーブンス・ジョンソン症候群）（頻度不明）、血糖値上昇(0.7%)、糖尿病(1.0%)、膵炎(0.2%)、
- 狭心症（頻度不明）、心筋梗塞（頻度不明）、乳酸アシドーシス(0.2%)、脳梗塞（頻度不明）、一過性脳虚血発作（頻度不明）

がある。